# City on Fire (film 1987)
City on Fire (Cinese:龍虎風雲;Cinese semplificato: 龙虎风云, Pinyin: Lóng hǔ fēng yún)  è un film del 1987 diretto da Ringo Lam.
Acclamato in Inghilterra e Stati Uniti, City on Fire è uno dei capisaldi iniziatori del cinema di Hong Kong della seconda metà del Novecento.
City on Fire è anche il film che più ha ispirato Quentin Tarantino nella realizzazione del suo film d'esordio, Le iene, sia per la trama principale (la rapina andata male) che per alcune sequenze come il mexican standoff finale e lo sparo di Ko Chow a un suo collega. Mentre però in Le Iene si approfondisce il rapporto tra il ladro e il poliziotto, qui invece Lam tende più a sviluppare le sottotrame, come la fidanzata in cerca di certezze.

## Trama
Ko Chow è un poliziotto infiltrato da parecchio tempo negli ambienti criminali di Hong Kong. Fu (Danny Lee) è un rapinatore abbandonato alla malinconia con una specie di morale molto poco etica sporcata dal sangue, che accoglie Ko Chow nella sua banda per un grande colpo in gioielleria, che si trasformerà in una tragica rapina.
Ko Chow è però anche un uomo molto combattuto, in special modo dopo aver assistito alla morte di un collega e una missione che si è conclusa con un tradimento da parte di un criminale. Anche il suo capo sembra non fidarsi di lui e la sua ragazza è in cerca di certezze. Ko Chow troverà però sostegno in uno dei membri della banda, Fu, con cui instaurerà un saldo rapporto di amicizia e fraternità.

## Riconoscimenti
- Hong Kong Film Awards
  - miglior regista
  - miglior attore a Chow Yun-fat
  - candidatura per la miglior sceneggiatura originale
  - cadndidatura come miglior attore non protagonista a Danny Lee